# Carl Harald Strömfelt
Carl Harald Strömfelt, född 20 maj 1709 i Jönköping, Jönköpings län, död 7 juni 1775 S:t Anna församling, Östergötlands län, var en svensk friherre, president och landshövding.

## Biografi
Carl Harald Strömfelt var son till hovrättsrådet Hans Georg Strömfelt och friherrinnan Christina Ebba Leijonhufvud, dotter till Axel Gabriel Leijonhufvud och friherrinnan Elsa Ebba Bielkenstierna. Page vid nio års ålder, blev Strömfelt 1724 hovjunkare, och samma år inskrevs han vid Lunds universitet. Han hade en rad tillfälliga tjänster vid rikets arkiv, kansli och kollegier, medan han var auskultant vid Svea hovrätt. 1733 blev han assessor vid Göta hovrätt, och fyra år senare hovrättsråd. Han blev 1752 landshövding i Blekinge län, fick 1769 presidents karaktär sedan han uppförts på förslag till riksråd, och blev sistnämnda år landshövding i Östergötlands län.

### Familj
Strömfelt gifte sig första gången 4 september 1733 med riksgrevinnan Sofia Fredrika von Sparr (1711–1735), men fick inga barn i det äktenskapet. Hon var dotter till riksgreven Fredrik Vilhelm von Sparr och grevinnan Ulrika Ebba Bielke.
Strömfelt gifte sig andra gången 1736 i Karlskrona med friherrinnan Beata Elisabet Siöblad (1719–1803). Hon var dotter till landshövdingen Carl Georg Siöblad och grevinnan Beata Elisabet Stenbock. De fick tillsammans barnen Beata Christina Strömfelt (1737–1820), landshövdingen Fredrik Georg Strömfelt (1738–1814), generalen Carl Axel Strömfelt (1740–1821), Hedvig Fredrika Strömfelt (1742–1745), Eva Charlotta Strömfelt (1744–1765) som var gift med kammarherren Arvid Nils Stenbock, Ulrika Elisabet Strömfelt (1745–1752), Harald Strömfelt (1746–1746), Elsa Ebba Strömfelt (1749–1749), Anna Magdalena Strömfelt (1750–1751) och Lovisa Ulrika Strömfelt (1752–1798).
Ett barnbarn var Magnus Stenbock.